# San Francisco (Retablo de Santa Bárbara)
Esta versión de San Francisco de pie es un lienzo, obra del Greco, que pertenecía al desaparecido Retablo de San Nicolás de Bari o de Santa Bárbara.

## Introducción
El Greco y su taller representaron numerosas veces a san Francisco de Asís, en unas diez composiciones diferentes. En todas ellas tiene un aspecto demacrado, de rostro afilado, fina nariz y pómulos salientes. Estos lienzos tienden a la monocromía y concentrando la luz en el rostro y los manos.
El presente lienzo estaba situado en el nicho lateral derecho de la predela del retablo, con la estatua de santa Bárbara en el centro, el lienzo de san Agustín en la izquierda, y el de Santiago el Mayor como peregrino en el ático.

## Análisis de la obra

#### Datos técnicos y registrales
- Museo de Santa Cruz, Toledo;
- Pintura al óleo sobre lienzo;
- 140 x 56 cm, según Originariamente debía medir lo mismo que el lienzo del lado izquierdo, perdiendo dos centímetros al ser arrancado del retablo y vuelto a enmarcar;
- Datación: 1590-1595;
- Museo de Santa Cruz, Toledo;
- Catalogado por Wethey con la referencia X-358.[4]

### Comentario sobre la obra
Este lienzo se considera realizado con amplia colaboración del taller del Greco.